# Quatacanthella proprieta
Quatacanthella proprieta är en urinsektsart som först beskrevs av John Tenison Salmon 1941.  Quatacanthella proprieta ingår i släktet Quatacanthella och familjen Neanuridae. Inga underarter finns listade i Catalogue of Life.